# Інститут педагогіки Національної академії педагогічних наук України
Інститут педагогіки Інститут педагогіки Національної академії педагогічних наук України — державна наукова установа, що забезпечує науково-методичне підґрунтя розвитку сучасної педагогічної науки в Україні, здійснює масштабні дослідження з упровадження новітніх освітніх технологій.

## Структура
Науковий колектив Інституту нараховує 299 співробітників, з них — 7 дійсних членів, 2 членів-кореспондентів, 2 почесних академіків НАПН України, 38 докторів наук і 107 кандидатів наук.
Структурними складниками Інституту педагогіки є 17 наукових відділів, а саме: відділ історії та філософії освіти; відділ порівняльної педагогіки; відділ дидактики; відділ початкової освіти; відділ навчання української мови та літератури; відділ навчання мов національних меншин та зарубіжної літератури; відділ навчання іноземних мов; відділ суспільствознавчої освіти; відділ навчання географії та економіки, відділ біологічної, хімічної та фізичної освіти; відділ інтеграції змісту загальної середньої освіти; відділ технологічної освіти; відділ математичної та інформатичної освіти; відділ економіки та управління загальною середньою освітою; відділ інновацій та стратегій розвитку освіти; відділ моніторингу та оцінювання якості загальної середньої освіти; відділ профільного навчання.
В Інституті функціонує аспірантура (з часу заснування) і докторантура (з 1991 року), працює 3 спеціалізованих учених рад із захисту дисертацій на здобуття наукових ступенів доктора і кандидата педагогічних наук.

## Напрями діяльності
Основними напрями діяльності та завданнями Інституту педагогіки НАПН України є:
- проведення фундаментальних і прикладних наукових досліджень, виконання державних цільових програм, спрямованих на розв'язання актуальних теоретичних, методологічних і практичних проблем науки про освіту, педагогіки й загальної середньої освіти;
- розроблення державних стандартів загальної середньої освіти, концепцій, програм розвитку освіти й педагогічної науки в Україні;
- розроблення й упровадження наукової, навчальної, науково-виробничої, довідкової продукції (видань) з наук про освіту, педагогіки й проблематики загальної середньої освіти;
- здійснення науково-педагогічної експертизи документів у галузі науки й освіти; педагогічне прогнозування; підготовка науково-методичних рекомендацій і впровадження результатів науково-педагогічних досліджень в освітній і суспільній діяльності;
- підготовка й атестація здобувачів вищої освіти кваліфікаційних рівнів доктора філософії, доктора наук та надання інших освітніх послуг;
- забезпечення діяльності спеціалізованих вчених рад із захисту дисертацій та присудження наукових ступенів в установленому законодавством порядку;
- підтримка талановитих молодих вчених, сприяння їх творчому зростанню та забезпечення діяльності ради молодих вчених;
- організація та проведення наукових і науково-практичних заходів із різних напрямів педагогічної науки й практики з метою популяризації досягнень педагогічної науки в Україні та за її межами;
- співпраця із закладами й установами освіти України й закордоння;
- представництво української педагогічної науки й практики на міжнародному рівні, презентація результатів наукових досліджень на міжнародних наукових форумах, у засобах масової інформації, організація науково-практичних заходів за участю іноземних фахівців, обмін спеціалістами на договірній основі;
- здійснення видавничої діяльності (випуск наукової, навчальної й науково-виробничої літератури, фахових видань, інформаційних вісників, бюлетенів), створення електронного освітнього науково-інформаційного ресурсу та видання фахових періодичних видань.

Протягом історії назва Інституту педагогіки змінювалася та уточнювалася: від 1926 року — Український науково-дослідний інститут педагогіки; від 1955 року — Науково-дослідний інститут педагогіки УРСР; від 1992 року — Інститут педагогіки АПН України (від 2010 року — НАПН України).

### Створення
Інститут педагогіки був заснований в 1926 році. 2 квітня 1926 року Державний науково-методологічний комітет Наркомосу УСРР прийняв постанову про створення в республіці єдиного центру наукових досліджень з педагогічних наук — Українського науково-дослідного інституту педагогіки (УНДІП). Організаційно інститут оформився в жовтні 1926 року на базі науково–дослідної кафедри педагогіки Харківського інституту народної освіти та Харківської дослідної станції Управління соціального виховання Наркомосу УСРР.
На кінець грудня 1926 року в Інституті працювало 11 секцій. У ньому налічувалося 110 наукових працівників, у тому числі 17 керівників та дійсних членів інституту, 13 наукових співробітників, 49 аспірантів та 31 стажист.
Перед Інститутом ставилося завдання проводити дослідження за такими напрямами: 1) радянізація та політизація школи з метою класового виховання дітей; 2) абсолютно матеріалістичне трактування як для себе, так і для дітей будь-яких питань; 3) засвоєння принципу трудового виховання і як похідна проблема виробничих ухилів у школі; 4) орієнтація на дитячий рух у широкому розумінні цього слова й головним чином на комуністичний дитячий рух; 5) необхідність переведення своєї праці на нову комплексну чи іншу якусь систему на противагу старій предметній, а також переходу на нову методичну техніку.

### Інститут педагогіки у 1920-х—1930-х роках
На початку 1929 року до Інституту входили три основних відділи, які проводили дослідження у відповідних галузях педагогіки: соціального виховання, професійної освіти та політичної освіти. У 1930 році відбулася реорганізація структури УНДІПу, зумовлена ускладненням педагогічної проблематики в результаті бурхливого культурного будівництва в Україні. У цьому ж році почав діяти Київський філіал УНДІПу, а в 1934 році дирекція Інституту переїхала до Києва у зв'язку з перенесенням сюди столиці з Харкова і переїздом Наркомату освіти УСРР. У Харкові до 1936 року функціонувала наукова установа — Харківський інститут педагогіки.
У 1933 році з Академії сільськогосподарських наук було «вичищено» 119 співробітників і, фактично, знищено сільськогосподарську науку. Цього ж року практично був розігнаний Український науково-дослідний інститут педагогіки.
Протягом 1937–1941 років науковці УНДІПу основну увагу спрямовували на підвищення якості науково-дослідної роботи з педагогіки, психології та окремих методик. У цей час сформувалися наукові колективи, які підготували низку нових підручників для загальноосвітньої школи та методичних посібників для вчителів. З'явилися і провідні вчені, навколо яких групувалася наукова молодь. У галузі педагогіки провідну роль відігравав С. Х. Чавдаров, а в галузі психології — Г. C. Костюк. У 1939 році за редакцією Г. С. Костюка вийшов у світ посібник для ВНЗ «Психологія», а в 1940 році за редакцією С. Х. Чавдарова з'явився перший український підручник «Педагогіка». У 1940 році вийшла з друку перша методика викладання української мови в початковій школі, яку написав С. Х. Чавдаров.

### Інститут педагогіки під час німецько-радянської війни
У 1941 році УНДІП разом з Наркомосом УРСР евакуйовано до Харкова, з наближенням німецьких військ до міста частина наукових працівників Інституту виїхали до глибинних районів СРСР. УНДІП як установа перестав функціонувати.
У жовтні 1943 року УНДІП відновив свою діяльність у Харкові. 4 січня 1944 року він переїхав до Києва.

### Інститут педагогіки в повоєнний час
Повоєнний період відзначається подальшим поглибленням досліджень вчених Інституту педагогіки. У 1948 році при Інституті було відкрито постійно діючу Республіканську педагогічну виставку (в 1977 році реорганізовано в Педагогічний музей УРСР).
З 1946 року по 1995 рік інститут розміщувався в будинку по вулиці Богдана Хмельницького, 10, у ті ж роки тут діяв магазин «Технічна книга».
У 1950-х роках Інститут педагогіки стає визнаним центром педагогічних досліджень в Україні. Важливим стимулювальним фактором у розвитку Інституту педагогіки стало прийняття постанови ЦК Компартії України «Про стан і заходи дальшого розвитку педагогічної науки в Українській РСР» (1959). На її виконання науковці Інституту розробили «Перспективний план наукових досліджень з педагогічних наук в УРСР на 1959—1965 роки». Це була перша спроба скоординувати наукову роботу з педагогіки в республіці. Багато уваги в цей час приділялося проблемам політехнічного і трудового навчання учнів загальноосвітніх шкіл. Інститут підготував збірники статей «Політехнічне навчання в школі» (1958), «Школа і життя» (1959), опублікував праці М. П. Ніжинського «Великий вихователь — труд» (1959) та наукового кореспондента Інституту В. О. Сухомлинського «Виховання в учнів любові і готовності до праці» (1959), «Виховання комуністичного ставлення до праці» (1959).
У 1960-х роках значні зусилля науковців спрямовувалися на теоретичне обґрунтування змісту освіти в школі, розробку та експериментальну перевірку нових програм, підручників і навчальних посібників. Активізувалась робота з дослідження проблем дидактики, зокрема таких, як дидактичні основи засвоєння знань, формування навчальних навичок, систематизація та узагальнення знань в учнів. Найповніше відображення ці проблеми знайшли у праці В. О. Онищука «Дидактичні основи усвідомлення учнями навчального матеріалу» (1964).
У 1970-х—1980–х роках здійснено важливі дослідження з визначення особливостей вивчення української та російської мов в умовах спорідненої двомовності, змісту, форм і методів роботи над розвитком усного і писемного мовлення учнів (О. М. Біляєв, Г. М. Іваницька, Н. А. Пашківська, Л. М. Симоненкова та ін.).
Чимало публікацій високо оцінила педагогічна громадськість республіки. Так, у 1977 році підручник для 5-го класу «Українська література» (О. М. Бандура та Є. М. Кучеренко) удостоєний Державної премії Української РСР, а в 1980 році наукову монографію В. О. Онищука «Типи, структура і методика уроку в школі» Президія АПН СРСР нагородила премією Н. К. Крупської.

### Інститут педагогіки після 1991 року
З 1991 року науковці Інституту працюють над удосконаленням і розвитком системи освіти й педагогічної науки незалежної України.
З 1992 року Інститут педагогіки знаходиться в структурі Національної академії педагогічних наук України.

## Директори
У різні роки директорами Інституту були:
О. І. Попов (1926—1929); О. С. Крижанівський (1929—1930); М. С. Гаврилів (1930—1931); Т. Пасіка (1931—1933); І. А. Хаїт (1934—1936); Й. А. Ліпман (1936—1941); П. Р. Чамата (1943—1945); С. Х. Чавдаров (1945—1956); М. М. Грищенко (1956—1958) О. М. Русько (1958—1964); В. І. Чепелєв (1964—1971); Б. С. Кобзар (1971—1973); М. Д. Ярмаченко (1973—1994); А. Й. Сиротенко (1994); В. М. Мадзігон (1994—2013). З 1 лютого 2013 року директором Інституту педагогіки НАПН України є доктор педагогічних наук, професор О. М. Топузов.

## Видатні вчені інституту
- О. М. Астряб (1879 —1962) — український вчений-педагог, методист-математик, заслужений діяч науки УРСР[8].
- Н. М. Бібік (нар. 1948) — український вчений-педагог, дійсний член НАПН України[9].
- Н. М. Буринська (1927–2017) — український вчений-педагог, методист-хімік, почесний член НАПН України[10].
- M. С. Вашуленко (нар. 1941) — український вчений-педагог, мовознавець, дійсний член НАПН України.
- С. У. Гончаренко (1928 —2013) — український педагог, методист-фізик, дійсний член НАПН України[11].
- М. С. Гриценко (1907—1992)  — український педагог.
- І. О. Гуржій (1915 —1971) — український історик, джерелознавець, член-кореспондент АН УРСР.
- М. Ф. Даденков (1885 —1955) — український педагог.
- О. Т. Діброва (1904 —1973) — український економіко-географ.
- О. С. Залужний (1886 —1941) — український педагог, педолог[12].
- О. А. Івановський (1866 —1934) — український географ[13].
- Н. П. Калениченко (1926—2020) — українська науковиця у галузі педагогіки, завідувачка відділу історії педагогіки Інституту педагогіки (1978—1991).
- Г. С. Костюк (1899 —1982) — український психолог, дійсний член АПН СРСР[14].
- М. М. Лисенко (1914 — 1995) — історик, педагог, методист.
- О. І. Ляшенко (нар. 1950) — український вчений-педагог,, методист-фізик, дійсний член НАПН України[15].
- Я. А. Мамонтов (1886 —1940) — український поет, драматург, педагог, історик українського театру[16].
- В. І. Масальський (1896 —1979) — український мовознавець[17].
- В. О. Онищук (1919 —1989) — український вчений-педагог,[18].
- В. Ф. Паламарчук (нар. 1930) — вчений-педагог.
- В. І. Помагайба (1892 —1972) — український вчений-педагог,[19].
- В. П. Протопопов (1880 —1957) — український психіатр, дійсний член АН УРСР[20].
- Я. Б. Резник (1892—1952) — перший в Україні доктор педагогічниї наук
- Я. П. Ряппо (1880 —1958) — радянський державний діяч, педагог, один з творців системи народної освіти УРСР[21].
- О. Я. Савченко (нар. 1942) — український вчений-педагог, академік-засновник НАПН України[22].
- І. О. Соколянський (1889 —1960) — український дефектолог[23].
- О. В. Сухомлинська (нар. 1946) — український вчений-педагог, дійсний член НАПН України.
- І. Ф. Тесленко (1908—1994) — український науковець у галузі педагогіки, математик, доктор педагогічних наук, завідувач відділу математики (1958—1981), завідувач лабораторії навчання математики і фізики (1981—1994).
- О. Н. Хорошковська (нар. 1939) — український педагог, мовознавець, почесний член НАПН України[24].
- Я. Ф. Чепіга-Зеленкевич (1875 —1938) — український педагог[25].

## Фахові періодичні видання
Інститут педагогіки є засновником 2-х фахових видань та науково-методичного журналу:
- «Український педагогічний журнал» [Архівовано 28 лютого 2019 у Wayback Machine.]
- збірник наукових праць «Проблеми сучасного підручника» [Архівовано 27 лютого 2019 у Wayback Machine.]
- «Українська мова і література в школі»[27];

Також інститут є співзасновником:
- 4 науково-методичних журналів («Біологія і хімія в сучасній школі»[28], «Географія та економіка в сучасній школі»[29], «Математика в сучасній школі»[30], «Русская словесность в школах Украины»[31]);
- 1 наукового журналу («Порівняльно-педагогічні студії», спільно з Уманським державним педагогічним університетом імені Павла Тичини[32]);
- 2 збірників наукових праць («Педагогічна освіта: теорія і практика», спільно з Кам'янець-Подільським національним університетом імені Івана Огієнка[33], «Педагогічний дискурс», спільно з Хмельницькою гуманітарно-педагогічною академією[34]);
- 1 електронного наукового фахового видання («Народна освіта», спільно з Київським обласним інститутом післядипломної освіти педагогічних кадрів[35]).